# Robert Eisenman

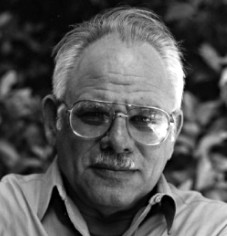
Robert Eisenman

Robert H. Eisenman (* 1937) ist ein US-amerikanischer Archäologe. 
Er ist Professor für die Religion und Archäologie des Nahen Ostens und Direktor des Instituts für die Erforschung der frühen jüdisch-christlichen und islamischen Geschichte an der California State University, Long Beach. Er ist außerdem Visiting Senior Member des Linacre College an der University of Oxford und gilt als Qumran-Fachmann.

## Leben und Ausbildung
Robert Eisenman wurde als Sohn assimilierter jüdischer Eltern geboren. Sein Bruder ist der dekonstruktivistische Architekt Peter Eisenman – auch bekannt für seinen Entwurf des Denkmals für die ermordeten Juden Europas in Berlin, des Besucherzentrums in Santiago de Compostela in Spanien und des Arizona Cardinal Football Stadium.
Robert Eisenman studierte für zweieinhalb Jahre in Engineering Physics (Technische Physik), dass er 1958 mit dem Abschluss eines B.A. an der Cornell University in Physik und Philosophie beendete.  1966. Seinen M.A. Abschluss in Hebräisch und Altertumswissenschaften erwarb er 1966 bei Abraham I. Katsh  (1908–1998) an der New York University. Wobei sein Schwerpunkt im Bereich der Nahoststudien lag. Anschließend promovierte er 1971 an der Columbia University über Sprachen und Kultur des Nahen Ostens. Von 1985 bis 1986 war er Stipendiat der National Endowment for the Humanities an den American Schools of Oriental Research in Jerusalem (Israel). Von 1986 bis 1987 war er Senior Research Fellow am Oxford Centre for Hebrew and Jewish Studies in Oxford, England.
Er ist der Vater von Hanan Joshua Eisenman (* 1974).

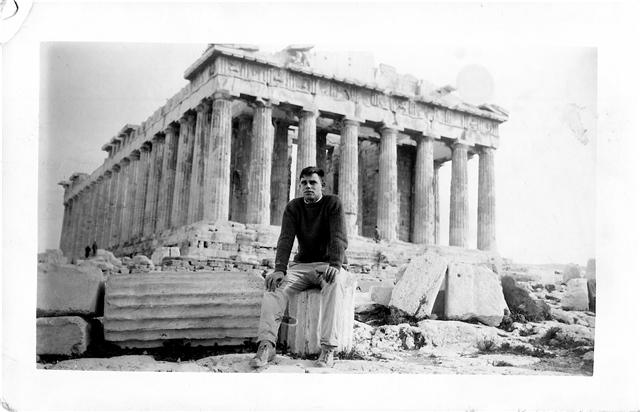
Robert Eisenman im Jahre 1958, vor der Akropolis in Athen

## Wirken
Er setzte sich maßgeblich dafür ein, die Schriftrollen vom Toten Meer öffentlich zugänglich zu machen, und war innerhalb der Gruppe der Befürworter einer Öffnung zwischen 1987 und 1992 einer der maßgeblichen Köpfe. Unter anderem war er Mitherausgeber einer Faksimile-Ausgabe (1989) und übersetzte auch die Texte. Er war beratend auch für die Huntington-Bibliothek in Kalifornien tätig und unterstützte dort maßgeblich die Entscheidung, die Archive zu öffnen.
Eisenman war Fellow des National Endowment for the Humanities am Albright-Institut für Archäologische Forschung in Jerusalem und war Senior Fellow am Oxford Centre for Postgraduate Hebrew Studies.

## Veröffentlichungen (Auswahl)
- James the Just in the Habakkuk Pesher. Brill, Leiden 1986, ISBN 90-04-07587-9 (Studia Post-Biblica. Band 35).
- mit Michael O. Wise: The Dead Sea Scrolls Uncovered. 1992, ISBN 1852303689.
  - Jesus und die Urchristen. Die Qumran-Rollen entschlüsselt. C. Bertelsmann Verlag, München 1993, ISBN 3-570-02214-5.
- James the Brother of Jesus. The Key to Unlocking the Secrets of early Christianity and the Dead Sea Scrolls. New York 1997, ISBN 1842930265.
  - Jakobus, der Bruder von Jesus. Der Schlüssel zum Geheimnis des Frühchristentums und der Qumran-Rollen. C. Bertelsmann Verlag, München 1998, ISBN 3-570-00071-0.
- The New Testament Code. The Cup of the Lord, the Damascus Covenant, and the Blood of Christ. 2006, ISBN 1842931865.
- The Dead Sea Scrolls and the First Christians (1996)
- The New Jerusalem: A Millennium Poetic/Prophetic Travel Diario, 1959–1962 (2007)
- The Dead Sea Scrolls Uncovered: The First Complete Translation and Interpretation of 50 Key Documents Withheld for Over 35 Years (1992)
- The Facsimile Edition of the Dead Sea Scrolls (1989)
- Maccabees, Zadokites, Christians and Qumran: A New Hypothesis of Qumran Origins (1983)
- Islamic Law in Palestine and Israel: A History of the Survival of Tanzimat and Shari’ah (1978)